# 291 Alice
Alice este asteroidul numărul 291, din centura principală. A fost descoperit de astronomul Johann Palisa în observatorul din Viena (Austria), 25 aprilie 1890.
Perioada de rotație este de 4, 32 ore.
1. 1 2  JPL Small-Body Database, accesat în 18 octombrie 2023
2. ↑  JPL Small-Body Database, accesat în 24 ianuarie 2024